# 다목적 처리 프로토콜
다목적 처리 프로토콜(Multipurpose Transaction Protocol)은 OSI 계층 4의 전송 프로토콜이며, 데이터 익스페디션(Data Expedition, 줄여서 DEI)사가 개발하고 상용화하였다. DEI는 MTP/IP가 TCP/IP 전송 프로토콜과 견주어 최고의 성능과 신뢰성을 제공한다고 언급하였다.

## 같이 보기
- 인터넷 프로토콜 스위트
- TCP/IP
- UDP/IP